# Parvorde
In de zoölogie is een parvorde een rang of een taxon in die rang. Een onderorde of suborde kan in een infraorde worden onderverdeeld. Een parvorde is een verdere onderverdeling van een infraorde.